# Anabarhynchus bohemani
Anabarhynchus bohemani är en tvåvingeart som beskrevs av Thomson 1869. Anabarhynchus bohemani ingår i släktet Anabarhynchus och familjen stilettflugor. Inga underarter finns listade i Catalogue of Life.